# Petrus Curtenius

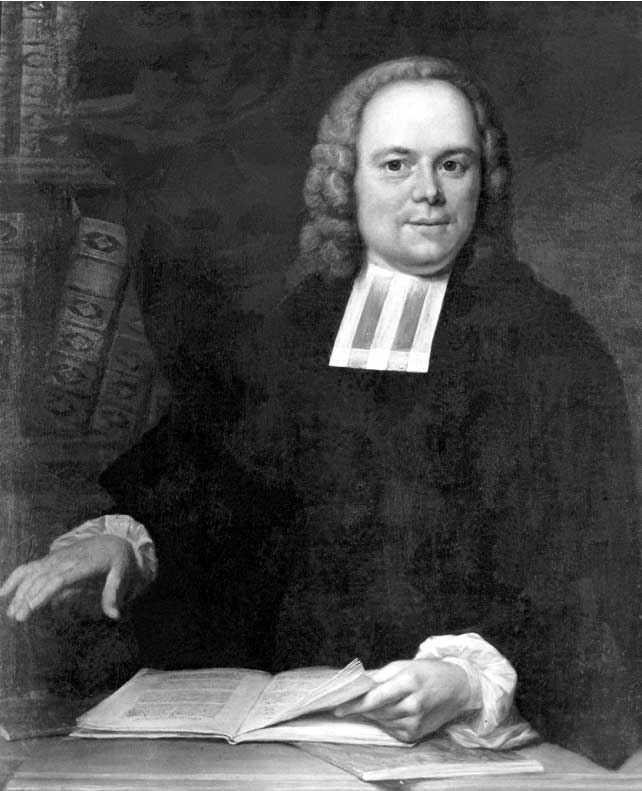
Petrus Curtenius

Petrus Curtenius (auch: Peter Curtenius; * 7. Dezember 1716 in Amsterdam; † 3. August 1789 in Loenen bei Leiden) war ein niederländischer reformierter Theologe.

## Leben
Der Sohn des Wundarztes, sowie Chirurgen Petrus Theobald Curtenis und dessen Frau Abigael Fran(x)cs, die Tochter des Robbenjägers Jacobus Francs, absolvierte seine erste Ausbildung in seiner Geburtsstadt. Hier hatte er die Lateinschule und 1730 das Athenaeum Illustre besucht. Nach seiner Ausbildung bei Jacques Philippe d’Orville, zog er 1733 an die Universität Leiden. Hier waren zunächst in den philosophischen Wissenschaften Pieter Burman der Ältere, Sigbertus Haverkamp (1684–1742), Albert Schultens und Jacob Wittich seine Lehrer. Danach konzentrierte er sich auf ein Studium der theologischen Wissenschaften, wozu er die Vorlesungen von Franciscus Fabricius, Johannes Wessel, Taco Hajo van den Honert und Johann van den Honert besuchte. Im April 1739 kehrte er in seine Geburtsstadt zurück, wo er am 6. April des Jahres unter die Kandidaten des Predigtamtes aufgenommen wurde. Noch im selben Jahr erhielt er am 26. Juli eine Berufung als Pfarrer nach Durgerdam.
Daher absolvierte er den 9. November sein theologisches Examen und trat das ihm übertragene Amt am 29. November des Jahres mit einer Predigt über den 1. Brief des Paulus an die Thessalonicher Kapitel 2, Vers 8 an. Im August 1741 wurde er als Pfarrer nach Deventer berufen und nahm am 8. Oktober 1741 mit einer Predigt über den 1. Brief des Paulus an die Thessalonicher Kapitel 2, Vers 1–2 Abschied von der Gemeinde in Dungeram. In Deventer hatte er am 16. Oktober des Jahres mit einer Predigt über den Brief an die Hebräer Kapitel 6, Vers 7–9 sein Amt angetreten. Zwei Jahre später erhielt er am 10. Oktober 1746 einen Ruf als Pfarrer nach Gouda zu gehen. Daher hielt er am 11. November (Dezember) 1746 in Deventer seine Abschiedspredigt über den 1. Brief des Paulus an die Korinther Kapitel 3, Vers 6–8 und übernahm am 28. Dezember 1746 sein neues Amt in Gouda trat er mit einer Predigt über den 2. Brief des Paulus an die Korinther Kapitel 10 Vers 14–16 sein Amt an.
Am 10. Juli 1754 erhielt er einen Ruf als Gymnasialprofessor für Theologie an das Athenaeum Illustre Amsterdam. Daher verließ er Gouda am 15. September mit einer Abschiedspredigt über den Brief des Paulus an die Galater Kapitel 6, Vers 17. Vom Senat der Universität Leiden erhielt er am 11. Oktober 1754 die Ehrendoktorwürde der Theologie und trat am 21. Oktober des Jahres sein Lehramt mit der Rede de sacro condice an. Am 20. Januar 1755 wurde er in Amsterdam zum Pfarrer berufen, wozu er am 22. März 1755 eine Predigt über das Buch der Sprichwörter Kapitel 9, Vers 10 hielt. Der in seinen damaligen Kreisen beliebte Kanzelredner, Hebraist und Bibelexeget Curtenius, war Mitglied der Zeelandischen Gesellschaft der Wissenschaften. Er war ein Befürworter der Theologie des Johannes Coccejus. Dennoch blieb er ein eigenständiger Theologe, welcher ohne es selbst zu wissen, ein Wegbereiter der Philosophie in die reformierte niederländische Theologie wurde.
Curtenius hatte sechs Jahre lang mit einer körperlichen Schwächung herumgeschlagen. Er litt unter Schlafstörungen, woraufhin er sich Analgetikum verschaffte und schließlich Opium nahm. Später litt er unter einem unkontrollierbaren Zittern der Glieder und des Kopfes. Dies nötigte ihn sich aus der Öffentlichkeit zurückzuziehen, bis er in seinem Landhaus in Loenen verstarb. Nach seinem Tod verfasste Jacob van Nuijs Klinkenberg, welcher ihn 1784 als Assistent begleitete, seine am 16. November 1789 gehaltene Leichenpredigt. Sie wurde auch in die niederländische Sprache übersetzt. Sein Leichnam wurde am 10. Februar 1740 in der alten Kirche in Amsterdam beigesetzt.
Am 10. Februar 1740 verheiratete sich Curtenius mit Catharina Cloppenburg (* 1714, † 5. Oktober 1803 in Leiden), einer Tochter des Predigers in Sassenheim D. Gerardus Cloppenburg (* 1. Februar 1675 in Lingen/Westphalen; † 3. September 1754 in Sassenheim bei Leiden). Aus der Ehe stammen fünf Kinder. Allerdings war die Ehe alles andere als glücklich. Seine Frau war äußerst launisch und jähzornig. Nach seinem Eindruck verschwendete sie das Geld mit falschen Freunden, vernachlässigte den Haushalt und die Kinder. So sah er sich gezwungen ihr eine eigene von ihm getrennte Unterkunft schaffen. Man kennt aus der Ehe die Tochter Maria Curtenius (* 28. August 1743 in Deventer) verheiratet am 10. Juni 1765 in Amsterdam mit Jan Francois Bentink (* 6. März 1743 in Oldenzaal; † 19. Februar 1805 in Amsterdam).

## Werke
- Oratio de amore Dei. Amsterdam 1730.
- Oratio inauguralis de divino codice, unico verae sapientiae fonte. Amsterdam 1754 niederländisch übersetzt: Inwyings-rede over het Godlyk Bybelboek, als de eenige bron der waare wysheid. Amsterdam 1755.
- Moses testament en lied met het aanhangzel verklaard en betoogd, in XXIV verhandelingen over Deut. XXXI en XXXII. 1-47. Amsterdam 1755.
- Intreede en afscheid te Gouda, gedaan over 2 Corinth. X:14-16 en Gal. VI:16 (…). Waar by gevoegd is deszelvs redevoering over het Godlyk Bybelboek, als de eenige bron der waare wysheid (…). Amsterdam 1755.
- De vreeze des Heeren het beginzel der wysheid, voorgesteld ter intreede tot de bloeiende hervormde gemeente te Amsteldam. Amsterdam 1755.
- Moses laatste zegen, dood en begraavenis met eenige daar toe betreklyke stoffen verklaard en betoogd in XXV verhandelingen (…). Amsterdam 1762.
- Τα Παυλου δυσνοητα of de zwaarste plaatzen der brieven van Paulus (…). welche auch unter dem Titel: kerklyke redevoering gedaan ter gedachtenis van zynen XXV-jaarigen predikdienst, over Hand. XXVI:22,23. Amsterdam 1766–1777, 4. Bde. erschien
- Der Epheseren geluk met dankzegging erkend, en hun op het hart gebonden uit de grootheid van Gods kracht en magt, zoo in de geloovigen, als in Christus, betoond: of het eerste hoofdstuk van den briev aan de Ephesiers verklaard en toegepast in VIII kerkredenen (…). In: de voorreden wordt de gewoone Hollandsche predikwyze zediglyk verdedigd. Amsterdam 1770.
- De gelukkige uitkomst der Godlyke kastydingen, vertoond in eene dankreden over Job V:17,18 (…) ter gelegenheid van het aanvangklyk herstel uit eenen zeer zwaaren aanval uitgesproken (…). Amsterdam 1782.
- De gelykenis der wyze en dwaaze maagden, uit Matth. XXV:1-13 verklaard en toegepast. Amsterdam 1786.
- Leerredenen over den Heidelbergschen Catechismus (…). Leiden 1790–1792, 4. Bde. Herausgegeben von Broërius Broes